# Шести върховен състав на Народния съд
Шести състав на Народния съд в София е проведен с цел да осъди 102 журналисти, публицисти, писатели, карикатуристи, коментатори по радиото, редактори и директори на вестници и други средства за масова информация, директори и сътрудници на пропагандни институции, ръководители и активисти на националистически организации, които са според обвинението са извършвали пропаганда в полза на фашистка Италия и хитлеристка Германия.
Подсъдими по делата на Шести състав на Народния съд са лица, провеждали прохитлеристка печатна и устна пропаганда в средствата за масова информация (печат, радио, кино), в литературата, в учебните заведения, читалищата и библиотеките; сътрудници на създадените в страната държавна цензура и пропаганден апарат под формата на различни сдружения и дирекции, както и активисти на националистически и профашистки организации в България като „Родна защита“, Организацията на българската младеж „Бранник“, Всебългарски съюз „Отец Паисий“, „Съюз на българските национални легиони“ и пр.
Подсъдимите в Шести състав на Народния съд в София са 106 души. В присъдата на съда има имената на 97 души. Няколко от вписаните в обвинителния акт имена не са споменати в присъдата, като за тях няма и документи в съда. Те не са съдени в Шести състав на Народния съд, а техните имена не фигурират и в другите състави на Народния съд. Отделно от тях Иван Дочев е съден в Дванадесети състав на Народния съд, въпреки че фигурира в обвинителния акт на Шести състав, а Борис Коцев е съден по различни обвинения, както в Шести, така и в Трети състав на Народния съд. 27 души са съдени задочно.
В обвинителния акт и в други официални документи на съда съществува обърканост поради грешно изписвани имена.

## Състав

### Председател
- Димитър Димитров

### Членове
- Димитър Полянов
- Георги Костов
- майор Веселин Георгиев
- Димитър Ананиев Георгиев
- Бернард Мунтян (запасен член)

### Народни обвинители
- Никола Бронзов
- Никола Ланков
- Богомил Тодоров
- Стефан Величков
- Калин Цанков

## Подсъдими
Подсъдимите в Шести състав на Народния съд в София са 106 души:
- Александър Николов Божинов, осъден на 1 година тъмничен затвор
- полк. Александър Ганчев Банов, осъден на смърт (задочно)
- Александър Христов Добринов, осъден на 2 години строг тъмничен затвор
- д-р Александър Найденов Николаев, осъден на доживотен затвор (задочно)
- Анна Иванова Георгиева Вълканова, осъдена на 1 година тъмничен затвор
- Антоний Минков Николов, осъден на доживотен затвор (задочно)
- д-р Асен Богданов Божинов, осъден на 2 години строг тъмничен затвор
- Асен Иванов Боев, осъден на 2 години строг тъмничен затвор
- проф. Асен Тодоров Кантарджиев, осъден на смърт (задочно)
- Асен Цалов Цанков, осъден на смърт (задочно)
- Атанас Петров Бобев, осъден на 2 години строг тъмничен затвор
- Атанас Фратев Дамянов, осъден на 10 години строг тъмничен затвор
- д-р Атанас Н. Кефсизов, осъден на 15 години строг тъмничен затвор (задочно)
- Богдан Давидков Попов, осъден на 15 години строг тъмничен затвор (задочно)
- Богомил Станоев Цвятков, осъден на смърт (задочно)
- Богомил Найденов Шаренков, осъден на 2 години строг тъмничен затвор
- д-р Борис Матеев Андреев, осъден на 1 година строг тъмничен затвор
- полк. Борис Георгиев Величков, оправдан
- Борис Димитров Ангелов, осъден на 7 години строг тъмничен затвор
- Борис Григоров Коцев, осъден на 5 години строг тъмничен затвор
- Борис Първанов Маковски, осъден на 5 години строг тъмничен затвор
- Борис Иванов Стефанов, оправдан
- Борислав Панайотов Недков, осъден на 2 години строг тъмничен затвор
- Васил Мавродиев Стойчев, осъден на смърт (задочно)
- Васил Коцев Сеизов, осъден на 3 години строг тъмничен затвор
- Васил Григоров Спространов, осъден на 5 години строг тъмничен затвор
- Венцеслав Милошев Студенов, осъден посмъртно
- д-р Владимир Петров Данчев, осъден на 5 години строг тъмничен затвор
- Владимир Торньов
- Всеволод Константинов Левашев, осъден на смърт (задочно)
- кап. Георги Петров Ацев, изключен от обвинителния акт
- проф. Георги Петров Генов, осъден на 7 години строг тъмничен затвор
- Георги Иванов Каназирски, осъден на 1 година тъмничен затвор
- Георги Саев
- Георги Константинов Серафимов, оправдан
- Данаил Василев Крапчев, осъден посмъртно
- д-р Димитър Вълчев
- д-р Димитър В. Гаврийски, осъден на доживотен затвор (задочно)
- инж. Димитър Климентов Кръстев, осъден на смърт (задочно)
- Димитър Григоров Павлов, осъден на 10 години строг тъмничен затвор
- Димитър Атанасов Ризов, осъден на доживотен затвор
- Димитър Асенов Симидов, осъден на 1 година строг тъмничен затвор
- Димитър Димитров Съсълов, оправдан
- Драгомир Димитров
- Евгений Филипов Генчев, осъден на 2 години строг тъмничен затвор
- д-р Емил Цветанов Попов, осъден на 5 години строг тъмничен затвор
- Енчо Иванов Матеев, осъден на 5 години строг тъмничен затвор
- Есто Станоев Везенков, осъден на 2 години строг тъмничен затвор
- Живко Николов Георгиев
- д-р Захари Константинов Захариев, осъден на 5 години строг тъмничен затвор
- Иван Димитров Дочев, осъден на смърт (задочно)
- Иван Николов Драгошинов, осъден на 3 години строг тъмничен затвор
- Иван Иванов Бештепелиев, оправдан
- Иван Константинов Манов, осъден на 1 година тъмничен затвор
- Йордан Антонов Бадев, осъден на смърт (посмъртно)
- Йордан Иванов Бакалов Стубел, осъден на 1 година тъмничен затвор
- Йордан Стоименов Мечкаров, осъден на 10 години строг тъмничен затвор (задочно)
- Йосиф Василев Робев, осъден на доживотен затвор
- Каран Димитров Дончев
- д-р Кирил Кирков Янков, осъден на 5 години строг тъмничен затвор
- Климент Вениаминов Далкалъчев, осъден на смърт (задочно)
- Константин Димитров Коцев, осъден на 5 години строг тъмничен затвор
- Константин Атанасов Купенков, осъден на 1 година строг тъмничен затвор
- д-р Константин Овчаров, осъден на смърт (задочно)
- Кръстю Димитров Велянов, осъден на 1 година тъмничен затвор
- Лука Малеев Малеев, осъден на 10 години строг тъмничен затвор
- проф. Любен Ангелов Диков, осъден на 3 години строг тъмничен затвор
- Любомир Босилков
- проф. Любомир Николов Владикин, осъден на смърт (задочно)
- Марин Тошев Мутафчиев
- Марко Василев Мехлемов, осъден на смърт (задочно)
- Матей Бончев Станев-Бръшлян, осъден на 10 години строг тъмничен затвор
- Матей Макаров Ейсев, осъден на смърт (задочно)
- Мико Рангелов Цветков, осъден на 2 години строг тъмничен затвор
- Михаил Георгиев Лангов, осъден на 1 година тъмничен затвор
- Найден Ст. Памукчиев, осъден на доживотен затвор (задочно)
- Никола Андреев Кузманов, осъден посмъртно
- полк. Никола Т. Белоречки
- ген. Никола Тодоров Жеков, осъден на смърт (задочно)
- Никола Константинов Коларов, осъден на 10 години строг тъмничен затвор (задочно)
- Никола Асенов Панчев, осъден на доживотен затвор (задочно)
- д-р Никола Стоянов Христов, осъден на 10 години строг тъмничен затвор (задочно)
- Николай Минков Николов, осъден посмъртно
- Панайот Константинов Чинков, осъден на доживотен затвор
- Пантелей Теофанов Хранов, осъден на 1 година тъмничен затвор
- Петър Георгиев Атанасов, осъден на смърт (задочно)
- Петър Константинов Боев, осъден на 2 години строг тъмничен затвор
- д-р Петър Спиридонов Джидров, осъден на 7 години строг тъмничен затвор
- Петър Бонев Лунгов, осъден на 15 години строг тъмничен затвор (задочно)
- Райко Николов Алексиев, осъден посмъртно
- Райчо Константинов Райчев, оправдан
- Светлозар Акентиев Димитров, осъден на 1 година строг тъмничен затвор
- Светослав Иванов Нелчинов, осъден на 1 година строг тъмничен затвор
- Стефан Атанасов Дамянов, осъден на 1 година строг тъмничен затвор
- д-р Стефан Николов Караджов, осъден на 2 години строг тъмничен затвор
- проф. Стефан Георгиев Консулов, осъден на 7 години строг тъмничен затвор
- Стефан Ангелов Сокачев, осъден на 7 години строг тъмничен затвор
- Стефан Димитров Танев, осъден на доживотен затвор
- д-р Тодор Сотиров Вълчев, осъден на 5 години строг тъмничен затвор
- подполк. Тодор Пешев Пешев, осъден на 5 години строг тъмничен затвор
- Фани Попова-Мутафова, осъдена на 7 години строг тъмничен затвор
- Христо Димитров Бръзицов, осъден на доживотен затвор
- д-р Христо Александров Заимов, оправдан
- ген. Христо Николов Луков, осъден посмъртно
- Христо Дамянов Огнянов, осъден на доживотен затвор (задочно)
- д-р Янко Христов Янев, осъден на доживотен затвор (задочно)